# 倫敦警察廳架構

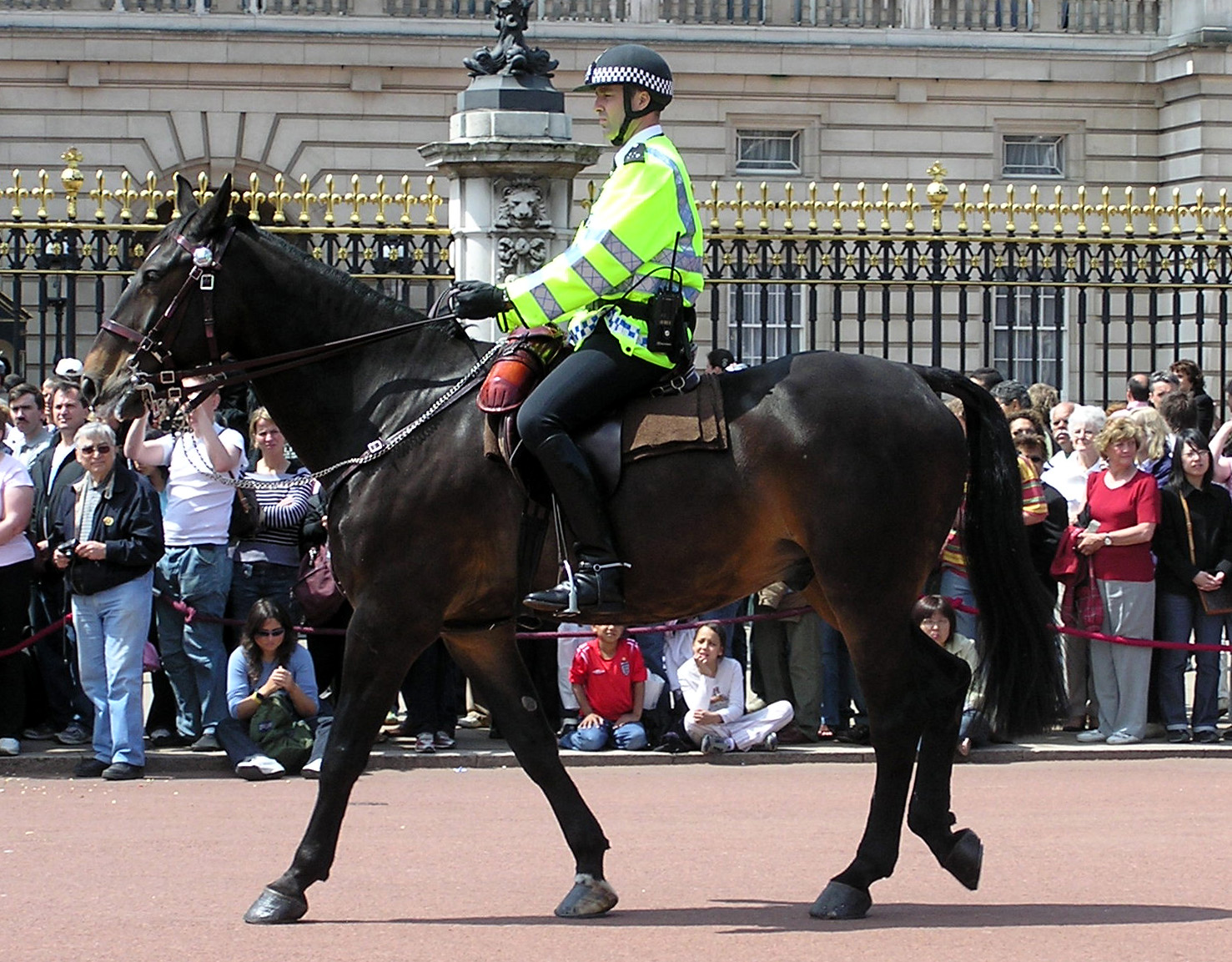
白金漢宮外的倫敦警察廳騎警

倫敦警察廳由數個主要部分構成，每個部門各司其職。主要的部門有地區巡邏部（Territorial Policing Directorate）、專門刑事部（Specialist Crime Directorate）、特殊行動部（Specialist Operations）、中央行動部（Central Operations），及行政暨支援（administration and support）。每個部門皆由警察廳助理處長（Assistant Commissioner）負責監督。管理委員會則由警察廳總監（Commissioner，即廳長）、副處長（Deputy Commissioner，副廳長）及各部門領導人組成。

## 高層幹部
倫敦警察廳領導高層的警銜如下所示：
- 總監：馬克·羅利
- 副處長：克雷格·麥基（Craig Mackey）
- 助理處長（Assistant Commissioner）
  - 賽門·拜恩（Simon Byrne）：地區巡邏部長
  - 奎西達·迪克（Cressida Dick）：特殊行動部、專門刑事部長
  - 馬克·羅利（Mark Rowley）：中央行動部長
  - 克里斯·艾利森（Chris Allison（英语：Chris Allison (police officer)））：倫敦奧運會、傷殘奧運負責人暨奧運安保協調官

## 地區巡邏部（Territorial Policing）
地區巡邏部（縮寫TP）負責大倫敦地區內部每日的地方性巡邏，巡邏範圍組成了倫敦警察廳警區（Metropolitan Police District）。被劃分為32個自治市行動指揮隊（Borough Operational Command Units，縮寫BOCUs），大倫敦的每個自治市各設置一支，大多數的隊由一位總警司（Chief Superintendent）領導，而西敏市行動隊則由於其轄區內密集分布著英國政府各部會機，因此由高級警官（Commander，位階高於總警司一級）領導。
每個行動隊皆有負責巡邏、處理緊急狀況的警員。社區守望相助隊（Safer Neighbourhood Teams，縮寫SNTs）由警員及警方社區支援員（Police Community Support Officer）組成，負責在某行動隊轄下的特定區域內巡邏。刑事偵緝科（Criminal Investigation Department，即CID）的刑警亦附屬於各個行動組，執行調查工作。
皇家公園行動指揮隊（Royal Parks Operational Command Unit）及交通安全行動指揮隊（Safer Transport Command）同樣也是地區巡邏部的下轄單位https://web.archive.org/web/20100922220154/http://www.met.police.uk/foi/pdfs/who_we_are_and_what_we_do/corporate/mps_organisational_chart.pdf%3C/ref%3E

### 各自治市警員數量
括號內的兩個英文字母為各自治市的識別碼，每位在該自治市值勤的警員和巡佐都會在制服的肩章上標記這些字母。

| （KG）：443 巴尼特（SX）：595 貝克斯利（RY）：406 布倫特（QK）：699 布羅姆利（PY）：522 登（EK）：886 克羅伊登（ZD）：747 伊（XB）：727 恩菲爾德（YE）：592 格林治（RG）：703 哈克尼（GD）：773 漢默史密斯-富勒姆（FH）：590 哈林蓋（YR）：728 哈羅（QA）：389 黑弗靈（KD）：389 希靈登（XH）：516 豪（TX）：523 | 伊斯頓（NI）：712 泰晤士河畔（VK）：322 蘭貝斯（LX）：1,038 （PL）：681 默頓（VW）：390 紐漢（KF）：816 （JI）：496 泰晤士河畔（TW）：326 肯辛頓-切爾西（BS）：571 克（MD）：952 薩頓（ZT）：351 （JC）：571 陶爾哈姆萊茨（HT）：818 旺茲沃思（WW）：613 市（CW）：1,627 |

（以上資料僅包含派駐在各區的警員，隸屬於中央行動部等專門單位的警員未列入）
資料來源：首都警察監管局
最新的統計資訊可參訪監管局的官方網站

## 專門刑事部（Specialist Crime Directorate，SCD）
專門刑事部（縮寫SCD）是倫敦警察廳的調查部門，負責針對重大案件、有組織犯罪及特殊犯罪等案件的調查工作，有時也會介入刑事偵緝科無權偵辦的案件。該部門由一名助理處長統率、四名高級警官領導內部的基層行動指揮隊（Operational Command Units，縮寫OCU）
專門刑事部被分為以下單位：
- 兇殺及重案指揮課（Homicide and Serious Crime Command，SCD 1）：負責謀殺、謀殺未遂及殺嬰等殺人案件的偵辦，調查工作由其下轄的謀殺調查組（Murder Investigation Team）進行[11]。該調查部也負責偵辦當事人生命可能受到威脅的失蹤及綁架案件[11]。其下轄單位尚有兇殺案特別工作隊（Homicide Task Force）負責追蹤及逮捕命案嫌犯、中央刑事法庭訴訟組（Central Criminal Court Trials Unit）負責蒐集證據及與皇家檢控署合作、特殊案件調查組（Special Projects Investigation Unit）則負責其他重大案件的調查[11]。
- 強姦及性犯罪課（Rape and Serious Sexual Offences，SCD 2）：偵辦涉及強姦罪及各種性犯罪的案件[12]。
- 指紋部（Fingerprint Services）：負責居於英國境內人士指紋的蒐集及歸檔作業。此外，當某些人士欲進入需要行為良好證明才准許入境的國家時，則是由該單位提供入境許可證明書[13]。
- 刑事鑑識課（Forensic Services Command Unit，SCD 4）：負責為倫敦32區的自治市行動組及其他警備單位提供隨叫隨到的司法科學鑑定。[14]
- 虐童調查隊（Child Abuse Investigation Team，SCD 5）：負責偵辦針對未成年人進行肉體、精神或性等虐待的犯罪事件，在大倫敦每個自治市設有19個小隊協助地方上刑事偵緝科的探員，並與社工團體維持密切的聯繫[15]。在該單位內部設有調查殺童案件的小組、性犯罪調查小組、及處理電腦調查作業的高科技小組等。兒童保護及發展組（Safeguarding Children and Development Unit）教導如何抵抗侵犯行為，並處理受害兒童的事後善後工作，機場保護組（Ports Safeguarding Team）則監控倫敦地區的機場以確保涉及虐童案件的人士無法入境英國[15]。
- 經濟及特殊犯罪課（Economic and Specialist Crime Command，SCD 6）：負責針對重大案件及經濟犯罪案件的調查，下轄單位有支票及信用卡犯罪組（Dedicated Cheque and Plastic Crime Unit）、洗錢調查組（Money Laundering Investigation Unit）、金融調查發展小組（Financial Investigation Development Units）、專門犯罪行動組（the Specialist Crime Operations Team）、被竊車輛組（the Stolen Vehicle Unit）、藝術及古董組（the Arts and Antiques Unit）、警察中央網路犯罪組（the Police Central e-crime Unit，PCeU）、野生動物犯罪組（the Wildlife Crime Unit）、引渡及國際援助組（the Extradition and International Assistance Unit）、及地區資產回復工作組（Regional Asset Recovery Team，以剝奪犯罪者所得為任務）[16]
- 三叉戟團伙犯罪指揮中心（Trident Gang Crime Command，SCD 8）：負責調查倫敦黑人社區內槍枝犯罪的單位，是倫敦警察較為著名的單位之一。其重點工作在於涉及槍械、且嫌犯或受害者任一方為黑人的命案，以及發生在黑人社區內、但無造成傷亡的槍械相關意外。該組亦調查無端發生的槍擊及威脅射殺非持槍警員的恐嚇。特拉法加行動組（Operation Trafalgar）亦隸屬該組管轄之下，處理與黑人社區無關的槍擊案[17]。
- 重案及組織犯罪課（Serious and Organised Crime Group，SCD 7）：負責調查重大案件、組織性犯罪危及人類生命的案件，由中央行動隊（Central Task Force）、企劃組（Projects Team）、機動隊（the Flying Squad（英语：Flying Squad），或譯「飛虎隊」[18]、「飛蝠隊」[19][20]，負責偵辦商業及金融搶案）、綁架特偵組（the Kidnap and Special Investigation Unit）、人質危機談判組（the Hostage and Crisis Negotiations Unit）及情報支援組（the Intelligence Support Unit）[21]
- 秘密警務情報課（Covert Policing/Intelligence，SCD 10）：負責為其他警務部門提供人力對嫌犯或犯人進行暗中監控工作。負責監視的警員可以部署在倫敦警察廳轄區內的任何一個地方90分鐘，亦有權得以部署在英國全境任何地方，並持有槍械。該組由技術支援組（Technical Support Unit，維護監控相關設備）、管理室（Authorities Office，處理部署權的取得）及監獄情資組（the Prison Intelligence Unit）[22]所組成。

## 中央行動部（Central Operations，CO）

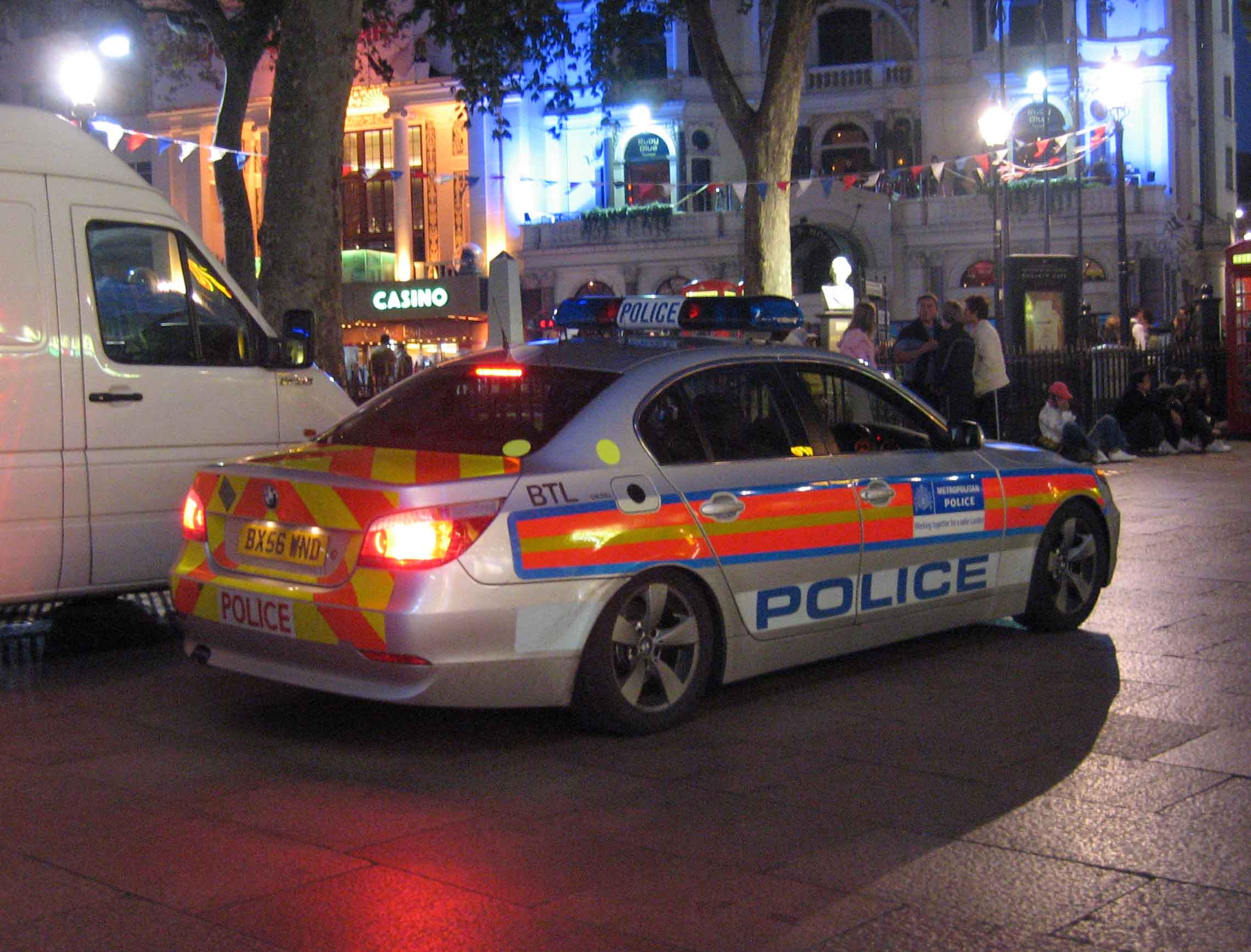
武裝特警隊（CO19）的武裝應變機動車（ARV）

中央行動部（縮寫CO）負責為警察廳其他部門提供專門的職務及行動支援，包含以下單位：
- CO1－中央行動本部（Central Operations HQ）
- CO3－應急行動指揮課（Emergency Preparedness Operational Command Unit）
- CO5－武裝指揮課（Firearms Command Unit）[24]
- CO10－指揮課（Central Communications Command，亦稱「Metcall」）
- CO11－公共秩序行動指揮課（Public Order Operational Command Unit），前身為公共秩序情報課（Public Order Intelligence Unit）
- CO12－2012年奧運籌備課（2012 Olympics preparation），前身為公共秩序訓練課（Public Order Training）
- CO14－掃黃課（英语：Metropolitan Police Clubs & Vice Unit）（Clubs & Vice Unit）
- CO15－交通機動指揮課（Traffic Operational Command Unit）
- CO16－交通刑事課（英语：Metropolitan Police Traffic Criminal Justice Unit）（Traffic Criminal Justice Unit，處理交通違規事項）
- CO19－特種槍械司令部（Specialist Firearms Command，或稱「SO19」）[25][26][27]
- CO20－地區支援課（Territorial Support Group）

行動支援單位：
- 空中支援隊（英语：Metropolitan Police Air Support Unit）（Air Support Unit）
- 警犬支援隊（英语：Metropolitan Police Dog Support Unit）（Dog Support Unit）
- 影劇支援隊（Film Unit）
- 水警隊（英语：Metropolitan Police Marine Policing Unit）（Marine Policing Unit）
- 騎警隊（英语：Metropolitan Police Mounted Branch）（Mounted Branch）

此外尚有近期成立的志願警察特別工作／行動支援組（the Special Constables Tasking Unit/Operational Support Unit）大部分由志願警察（Special Constables，志工性質）組成。

## 特殊行動部（Specialist Operations，SO）

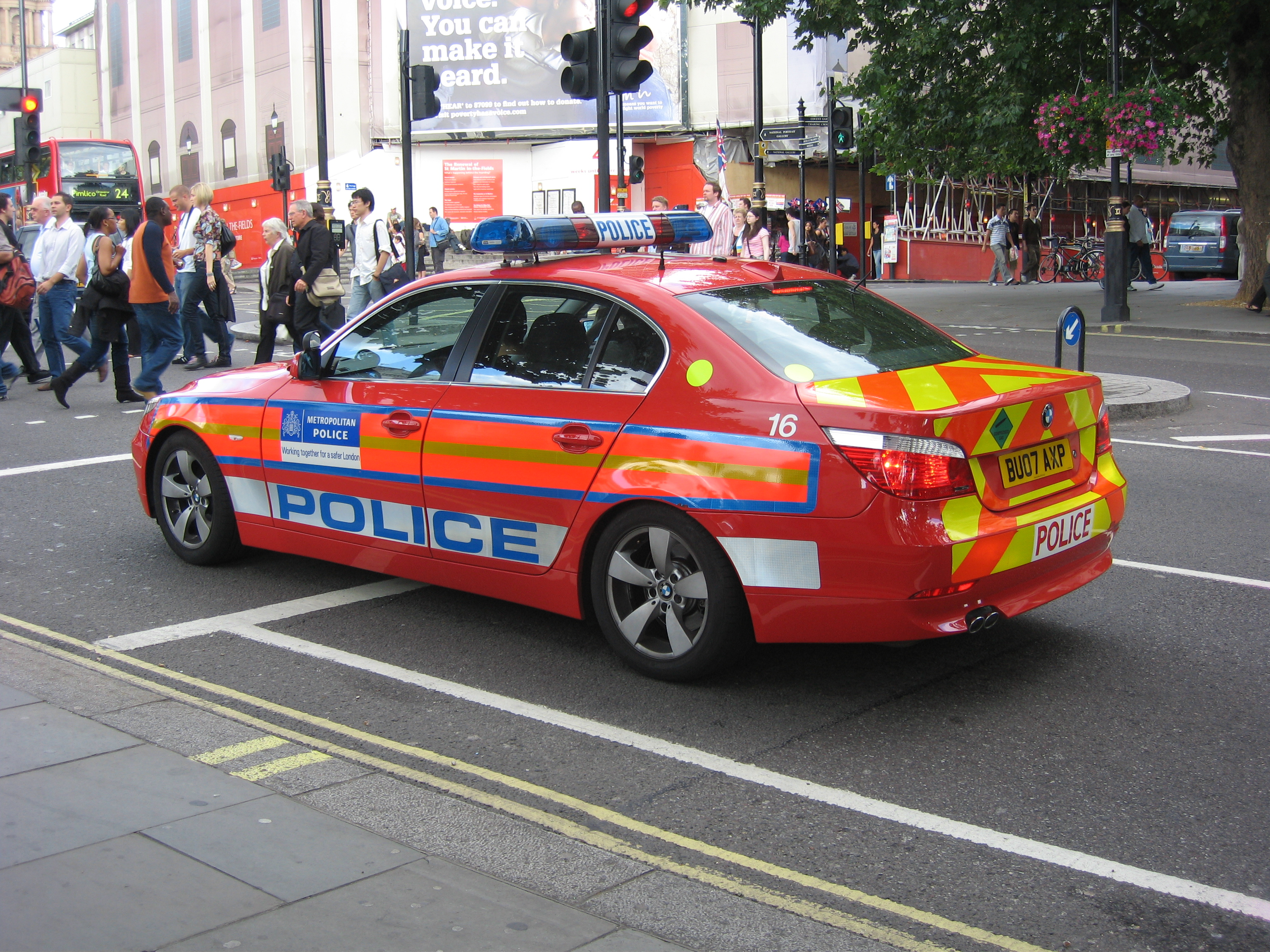
倫敦警察廳外交人員保護組的警車，漆成紅色以表示其不負責一般巡邏事務

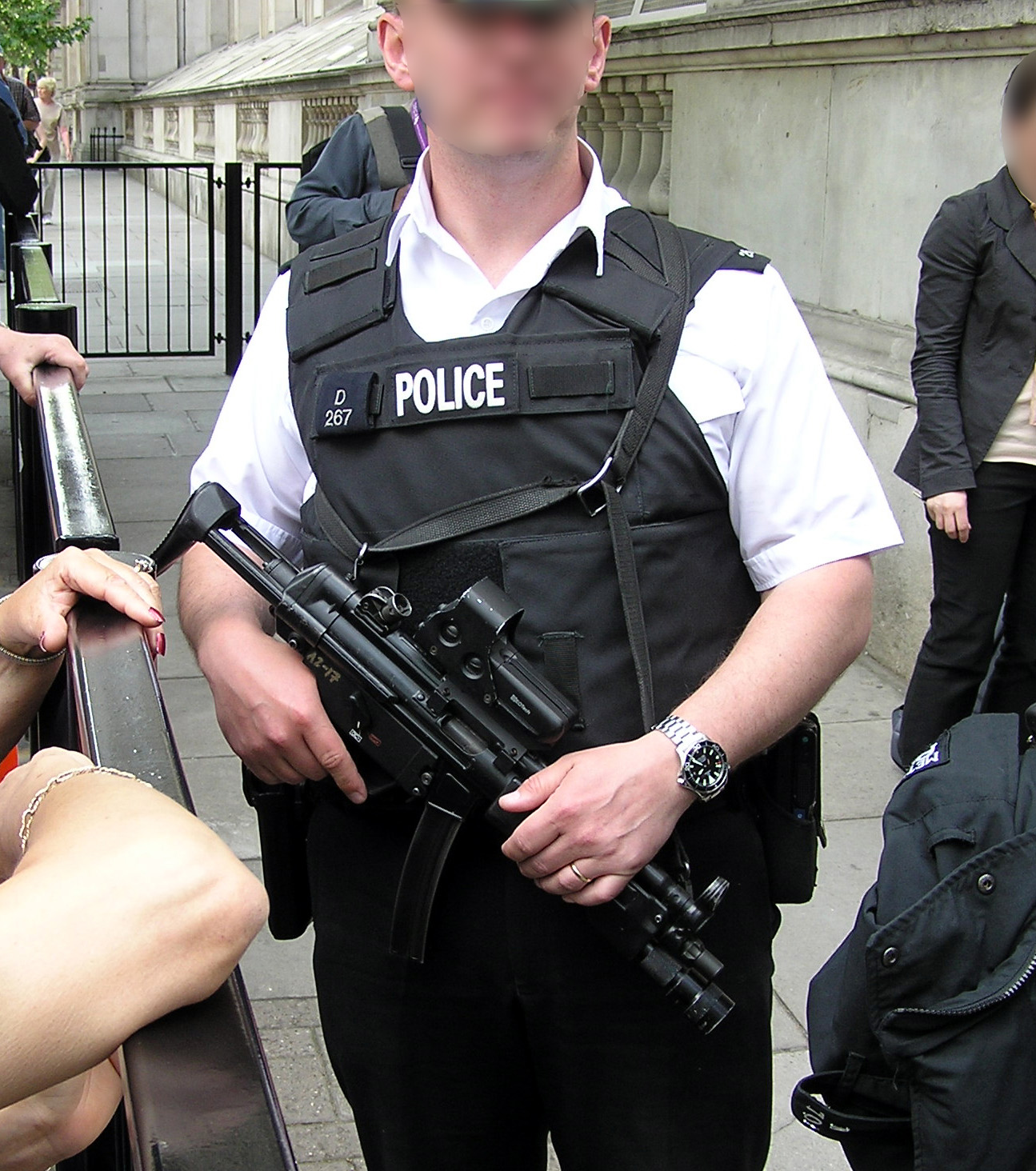
手持MP5SFA3單發卡賓槍在唐寧街（英國首相官邸）值勤的武裝警員

特殊行動部（縮寫SO）是倫敦警察廳負責執行特殊勤務的部門。在前警察廳廳長肯尼斯·紐曼對倫敦警察廳進行改組之後，特殊行動部原先的20個單位大部分均被併入中央行動部的統轄之下。目前該部門被分為以下三個單位：

### 警備指揮科（Protection Command）
該組被分為以下的專門行動單位：
- 要員保護組（Specialist Protection，SO1）：替英國政府各部門的大臣或官員在會見政府首腦或其他公眾人物期間擔任隨扈勤務。
- 皇室成員保護組（Royalty Protection，SO14）：負責保護英國君主及皇室成員的基層行動指揮單位（OCU），又被分為皇族居所保護隊（Residential Protection）、個人貼身保護隊（Personal and Close Protection）及特別護衛隊（英语：Special Escort Group (Metropolitan Police)）（SEG，運送對象除皇室成員、政府官員外尚包含貴重物品、危險物品及重罪犯）
- 外交保護組（Diplomatic Protection Group，SO6）：負責保護倫敦的外國駐英使館及代表處（英语：List of diplomatic missions in the United Kingdom）人員、外國訪英元首或政府部門首長。

### 反恐指揮科（Counter Terrorism Command，SO15）
由政治部及反恐科於2005年合併而成的單位，首要任務是維護公眾安全，及防止倫敦成為適合恐怖主義發展的環境。勤務內容包含：將恐怖活動及非法行動的參與者繩之以法、預防或瓦解恐怖活動、蒐集並運用倫敦地區恐怖主義或極端主義的相關情報。

### 保安指揮科（Security Command）
- 西敏宮課（Palace of Westminster Division，SO17）
- 航空保安課（Aviation Security Operational Command Unit，SO18，負責希斯洛機場、倫敦城市機場警務）

該指揮組對特殊行動部內其他單位，包括助理警監的個人辦公室，提供財務、資源及人力等多方面的支援，同時也為倫敦提供更多的安全防衛及反恐事務的配合。

## 其他部門
| 單位名稱                                       | 領導人                                  | 任務                                                |
| ---------------------------------------------- | --------------------------------------- | --------------------------------------------------- |
| 公眾事務總處 （Directorate of Public Affairs） | 公眾事務處處長 費多遙（Dick Fedorcio）  | 負責與媒體的接觸、對外及對內的聯繫工作              |
| 資源總處 （Resources Directorate）             | 資源總處處長 麥美兒（Anne McMeel）      | 負責財務、建築管理及設備採購工作                    |
| 人力資源處 （Human Resources Directorate）     | 人力資源處處長 鐵禮田（Martin Tiplady） | 人事管理                                            |
| 情資處 （Directorate of Information）          | 情資處處長 邊艾彤（Ailsa Beaton）       | 負責資料系統及情資相關部門，如中央通訊組（Metcall） |